# 畠山義真
- 畠山 義真
- 畠山 義眞

畠山 義真（はたけやま よしざね）は、安土桃山時代から江戸時代前期にかけての武士・旗本。

## 略歴
畠山義春の三男として誕生した。母は長尾政景の娘。
はじめ上杉景勝の養子となる。天正11年（1583年）、5歳のとき、豊臣秀吉の人質として京に送られる。同15年（1587年）、越後に帰国した。
しばらくして、上杉家を出て河内国に住していた実父・義春の許で暮らす。関ヶ原の戦いで父は東軍に属し、兄・長員が1490石の所領を与えられ別家（高家上杉家）を興す。その後、義真は畠山姓に復し、名実共に能登畠山氏の名跡を継承した。
慶長6年（1601年）、徳川家康に初めて拝謁する。同17年（1612年）閏10月15日、従五位下長門守となる。
元和3年（1617年）5月26日、大和国宇智郡のうち1500石を加えられ、旧地などを併せて3120石余の朱印を賜った。
徳川秀忠に草創期の高家として傍に仕え、江戸城で行われる式典の基礎を築いた。また、景勝の孫・上杉綱勝がわずか8歳で米沢藩3代藩主となると、義真は江戸城登城の際に必ず同伴するなど、後見的な役割を果たした。
また、綱勝が幼少で家督を継ぎ、次の上杉綱憲は養子（綱勝の妹の子）であることから上杉氏において謙信以来の軍法が絶える恐れが出た際に米沢藩から派遣された益田政重に軍法を伝授している。
寛永10年（1633年）、三次藩藩主の浅野長治に『上杉流之軍配免許』「九重巻号令幕之巻」を授与する。
万治2年（1659年）2月9日、致仕した。次男・義里が家を継いだ。
延宝2年（1674年）9月28日、京都で死去した。96歳。法名は紹閑。河内国安宿郡玉手村の安福寺に葬られた。